# Paul Dans
Paul Dans est un avocat américain conservateur, connu pour avoir dirigé le Projet 2025 porté par la Heritage Foundation avant la seconde élection de Donald Trump, devant préparer une transition gouvernementale rapide destinée à reconstruire en quelques mois une nouvelle administration fédérale en l'alignant fortement sur les principes politiques de l'extrême droite américaine,.
Paul Dans a été licencié par la Heritage Foundation le 25 juillet 2024.

## Biographie

### Jeunesse
Paul Dans est né dans une famille profondément catholique traditionaliste. Il a trois frères et sœurs,,.
Son père, démocrate, a enseigné à la faculté de médecine Johns Hopkin, et il a ouvert une clinique pour les MST, et une clinique de santé pour les migrants alors qu'il était professeur à l'université du Colorado ; et il a fait partie du bureau de Gaylord Nelson (sénateur démocrate du Wisconsin qui a fondé le Jour de la Terre).
Sa mère, Colette Lizotte, enseignait le français (après avoir d'abord travaillé comme chimiste pour les National Institutes of Health.
Paul Dans a passé sa prime enfance dans la campagne vallonnée du nord de Baltimore. Très bon élève, il obtient un Bachelor of Science en Économie et un Master en urbanisme au Massachusetts Institute of Technology (MIT). Il produit une thèse sur le réaménagement des parcs industriels, comme le Brooklyn Navy Yard, partagé selon ProPublica entre un optimisme à la Reagan et des opinions déclinistes.
Il a épousé Mary Helen Bowers, ancienne danseuse du New York City Ballet.

### Carrières
Paul Dans travaille d'abord dans des cabinets d'architecture et d'urbanisme. Puis il décide de reprendre des études, de droit cette fois, à l'université de Virginie. C'est là qu'il semble développer une vocation politique, conservatrice, qui se concrétise notamment par son rôle de président de la section locale de la Federalist Society, un réseau conservateur fondé par des étudiants en droit des universités de Yale et de Chicago dans les années 1980.
Il exerce ensuite le droit à New York,.
Il travaille dans plusieurs cabinets d'avocats, notamment LeBoeuf, Lamb, Greene & MacRae et Debevoise & Plimpton, avant de diriger son propre cabinet en solo, pendant plusieurs années.
En 2009, il est embauché pour aider à défendre Chevron face à un recours collectif pour pollution pétrolière en Équateur.

#### Dans la1readministrationTrump
Paul Dans a travaillé comme conseiller principal au Bureau de la planification et du développement communautaires du ministère américain du Logement et du Développement urbain.
Il est ensuite chef de cabinet du Bureau de la gestion du personnel des États-Unis, où il a dirigé l'agence fédérale chargée de la politique des ressources humaines pour plus de deux millions de travailleurs fédéraux. Il assurait aussi la liaison entre son administration et la Maison Blanche, travaillant avec le Bureau des nominations présidentielles de la Maison Blanche pour pourvoir les quelques 4 000 postes de nominations présidentielles à travers le gouvernement fédéral. Paul Dans, considéré comme loyal envers Donald Trump, travaille alors en étroite collaboration avec John McEntee pour retirer du gouvernement les fonctionnaires de longue date qui ne montraient pas une loyauté suffisante envers Donald Trump.
Paul Dans a été embauché à l'insu de Dale Cabaniss, le directeur du Bureau de la gestion du personnel, qui a démissionné brusquement en 2020,,.
En janvier 2021, il est nommé par le président de l'État de Virginie, pour 6 ans, au poste de président de la National Capital Planning Commission qui est l'agence fédérale de planification pour la région de la capitale nationale des États-Unis.

#### Projet 2025
Selon le site Web de la Heritage Foundation, ce Projet 2025, dont l'écriture a été coordonnée par Paul Dans, repose sur quatre piliers interconnectés, :
1. un livre de politiques, Mandate for Leadership : The Conservative Promise (près de 900 pages) ;
2. une base de données contenant des fiches et profils de personnes du parti conservateur ou en accord avec son idéologie. Cet annuaire de plus de 10 000 noms est destiné à doter en personnel une nouvelle administration républicaine fidèle à un Président, conservateur, des États-Unis ;
3. une « académie d'administration présidentielle », destinée à éduquer et former le personnel aux activités conservatrices ;
4. un manuel pour la mise en œuvre des idées de politique décrites dans le Mandat de leadership. Heritage Foundation, « Projet 2025 ».

Paul Dans a été embauché en avril 2022 par Kevin Roberts de l'Heritage Fundation, pour écrire et contribuer à lancer ce projet 2025, et il l'a dirigé jusqu'en août 2024. Il a décrit ce projet comme « une préparation systématique à l'entrée en fonction et à l'arrivée d'une nouvelle armée [de] conservateurs alignés, entraînés et essentiellement armés, prêts à se battre contre l'État profond ».
En 2023, Paul Dans a déclaré que le Projet 2025 entretient une « excellente » relation avec l'ancien président Donald Trump, bien que, selon RealClearPolitics, il s'est opposé à plusieurs reprises à la campagne Trump de 2024.
Le 30 juillet 2024, Dans est « au centre de critiques publiques croissantes sur le projet 2025, reprises pour certaines par l'ancien président lui-même », qui a publiquement disqualifié certaines de ses propositions d'« absolument ridicules et abyssales », « Je n’ai aucune idée de qui est derrière cela » affirmait Trump début juillet à propos du plan (qui annonçait le remplacement de milliers de travailleurs fédéraux par des partisans loyalistes partisans, interdire l'avortement et démanteler le ministère de l'Éducation), se distanciant ensuite des personnes à l'origine du Projet 2025 de la manière suivante : « Ils sont extrêmes, ils sont sérieusement extrêmes, mais je n’en sais rien ». Chris LaCivita, l'un des principaux conseillers de Trump, a qualifiait Paul Dans de « douleur dans le cul » pour la seconde campagne présidentielle de Donald Trump). Les deux co-directeurs de l'équipe de campagne de Trump (Susie Wiles et Chris LaCivita) écrivent dans un communiqué que « les rapports sur la disparition du Projet 2025 seraient les bienvenus et devraient servir d’avertissement à toute personne ou à tout groupe essayant de porter leur influence sur le président Trump et sa campagne - cela ne se terminera pas bien pour vous ». Mais de nombreux témoignages, rapports et articles indiquaient que le Projet 2025 était nullement stoppé, mais seulement remanié pour ses ressources humaines,. Dans le New-York Times, mi juillet 2024, Paul Krugman anticipait et écrivait « Ne perdez pas de vue le Projet 2025. C’est le vrai Trump ».
Paul Dans annonce qu'il va quitter son poste de directeur du projet le mois suivant, à la suite de critiques publiques de Trump. Mais RealClearPolitics a rapporté qu'il a été en réalité licencié après que l'Heritage ait conclu d'une enquête interne sur son comportement, qu'il avait été abusif et dégradant, en particulier envers les femmes. Sa demande d'une somme forfaitaire de 3,1 millions de dollars, à la suite de la fin de son mandat, a été rejetée. Quand Dans est poussé hors de l'Heritage Foundation, selon ProPublica, « le Projet 2025 est en grande partie terminé. Sous la houlette de Dans, le projet a rassemblé une base de données de plus de 10 000 noms – des candidats à un poste [dans la future administration Trump], dont la loyauté à la cause de Trump a été vérifiée – qui seront prêts à être déployés dans les agences fédérales s'il [D. Trump] remporte les élections de 2024 ». Des croquis explicatifs faits par Dans et publiés par ProPublica montrent qu'il a produit un fichage et une sorte de « LinkedIn conservateur » associé à une « note » pour chaque candidat, note basées sur sa profession, sur l'organisations conservatrices soutenant le Projet 2025 qui l'avait suggérée, sur les résultats d'un examen interne ayant examiné cette candidature, sur les progrès du candidat lors des sessions de formation (dont l'une a été qualifiée par Dans de « Deep State 101 ») et d'éventuels « drapeaux rouges » au vu de l'agence pour laquelle le candidat est envisagé. Certains devaient faire l'objet d'un contrôle supplémentaire : un rapport dit de « webcrawl » basé sur ses réponses à des questions détaillées sur les croyances idéologiques et politiques du candidat et d'autres choses encore (« webcrawl » peut fait référence à un programme automatisé, dit « crawler », du type de ceux utilisés par les moteurs de recherche pour indexer les pages web et créer des bases de données de contenu en ligne). Cette base de données doit permettre aux responsables de la nouvelle administration de plus rapidement trouver des candidats d'un certain profil pour un certain rôle, et Dans ne voulait pas la limiter aux 4 000 postes réservés aux nominations politiques ; selon ProPublica « Il voulait aussi qu’il suggère des personnes pour des rôles qui sont actuellement attribués à des employés de carrière, conformément aux plans de l’annexe F ».
Après son licenciement, Paul Dans a annoncé qu'il se consacrerait aux efforts de réélection de Donald Trump.

## Affiliations
Il est membre de l'American Planning Association, de la Federal Bar Association et de l'Hispanic National Bar Association, entre autres.